# Surrealissimo: The Trial of Salvador Dali
Surrealissimo: The Trial of Salvador Dali è un film del 2002 diretto da Richard Curson Smith e basato sulla vita del pittore spagnolo Salvador Dalí.